# Scopula ornata
Pour les articles homonymes, voir Phalène.
Espèce
Scopula ornata, l’Acidalie ornée ou Phalène ornée, est une espèce de lépidoptères (papillons) de la famille des Geometridae.

## Description de l'imago
D'une envergure d'environ 25 mm, ce papillon doit son nom aux deux tâches brun clair surlignées de noir qui ornent chacune de ses ailes blanches voilées de grisâtre. Les bords extérieurs des ailes (appelés marge des ailes) sont striés de lignes sombres.

## Plantes hôtes
La chenille se nourrit de nombreuses plantes basses et aromatiques : véronique, thym, origan et menthe.

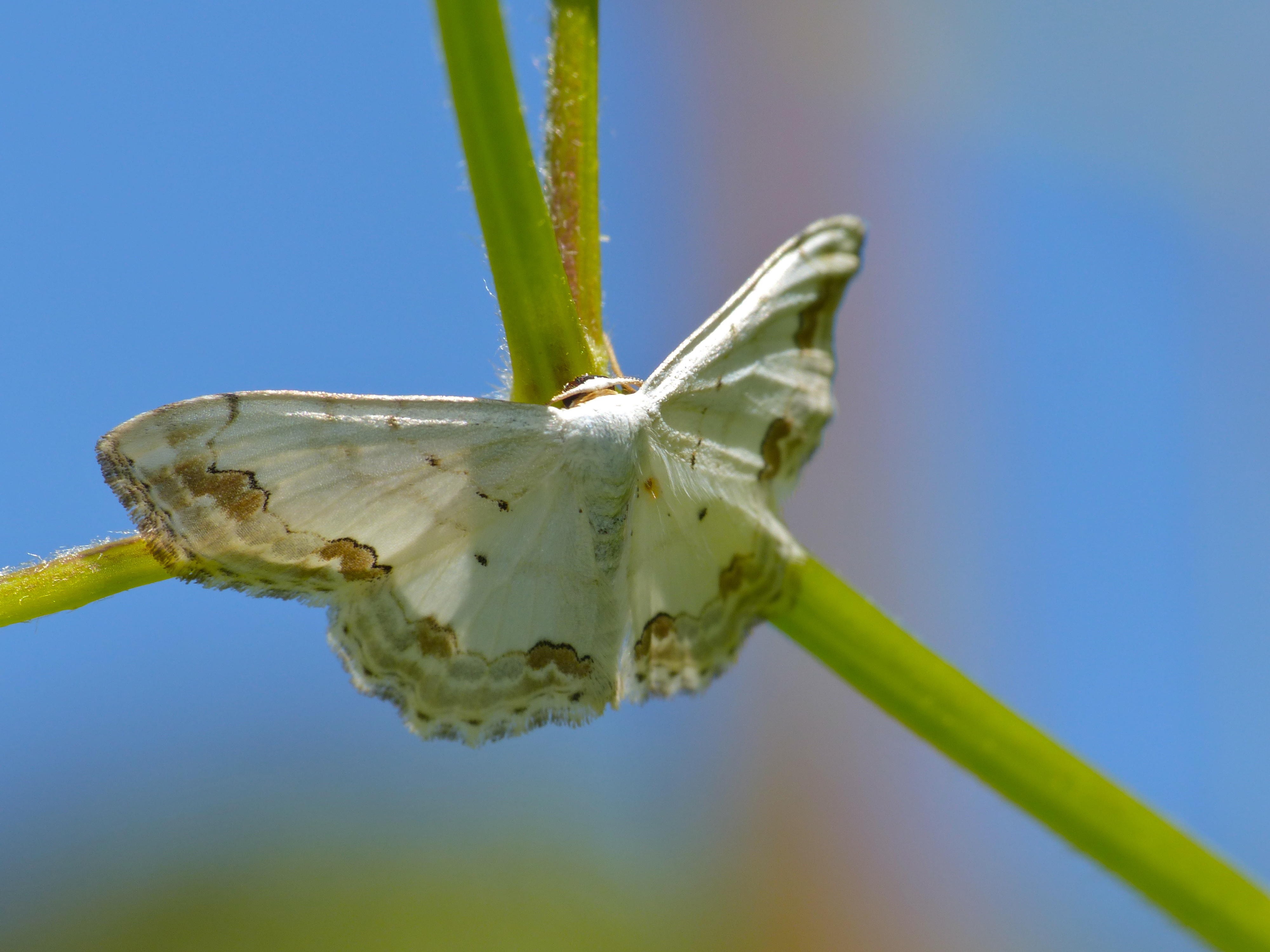
Phalène ornée (Hérault, France)

## Liste des sous-espèces
Selon Catalogue of Life (12 juin 2013) :
- sous-espèce Scopula ornata enzela Prout, 1935
- sous-espèce Scopula ornata subornata Prout, 1913

## Taxinomie
La Phalène ornée a été décrite par Giovanni Antonio Scopoli en 1763 sous le protonyme Phalaena ornata. 

## Publication originale
- I. A. Scopoli, « Phalaena ornata », dans Entomologia Carniolica exhibens insecta Carnioliae indigena et distributa in ordines, genera, species, varietates : methodo Linnaeana, Vienne, Ioannis Thomae Trattner, 1763, 420 p. (lire en ligne), p. 219